# Simonetta Di Pippo

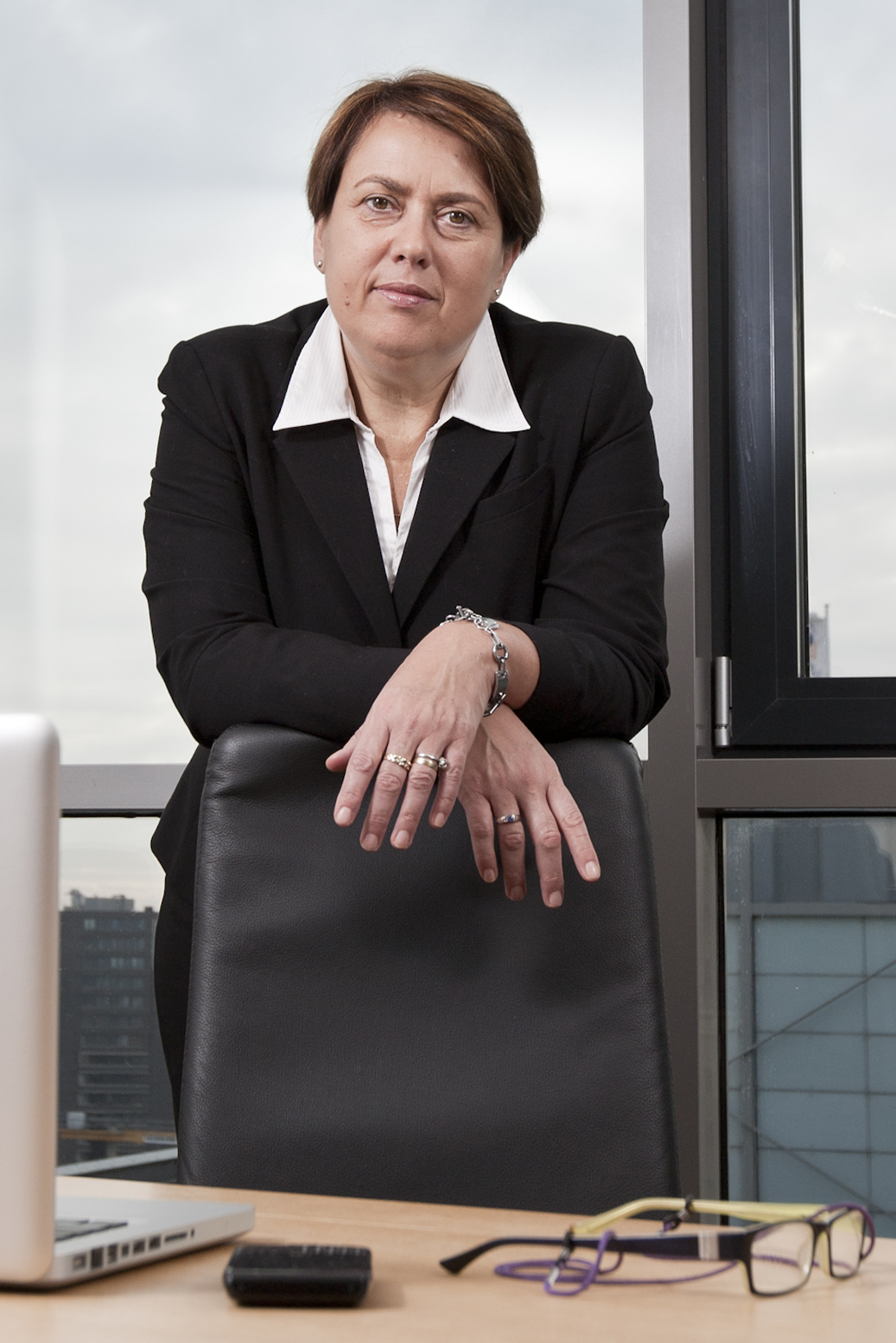
Simonetta Di Pippo

Simonetta Di Pippo (geb. 30. Juni 1959 in Rom) ist eine italienische Astrophysikerin und war von 2014 bis 2022 Direktorin des Büros der Vereinten Nationen für Weltraumfragen (UNOOSA).

## Biographie
Simonetta Di Pippo studierte an der Universität La Sapienza in Rom Astrophysik und schloss 1984 mit einem M.Sc. ab. 1986 ging sie zur italienischen Weltraumorganisation Agenzia Spaziale Italiana (ASI) in Rom. Sie arbeitete in den Bereichen Erdbeobachtung, Automation, Robotik und bemannte Raumfahrt. 2002 übernahm sie die Leitung des ASI-Weltraumobservatoriums. Von 2008 bis 2011 war Di Pippo Direktorin des Bereichs Raumfahrt bei der Europäischen Weltraumorganisation (ESA), bevor sie zur ASI zurückkehrte und bis 2014 das European Space Policy Observatory bei ASI-Brüssel leitete.
Di Pippo gründete im Juni 2009 zusammen mit Claudia Kessler die Organisation „Women in Aerospace Europe“ (WIA-E) mit dem Zweck, die Diversität im Weltraum-Sektor zu fördern, und ist mittlerweile deren Ehrenpräsidentin.
Von März 2014 bis April 2022 war Simonetta Di Pippo die Direktorin des Büros der Vereinten Nationen für Weltraumfragen (UNOOSA). Zu ihren Aufgaben gehörten die Festlegung der Strategie und der Politik des Büros, orientiert an den Vorgaben der UN-Generalversammlung, der Austausch mit dem Ausschuss für die friedliche Nutzung des Weltraums (COPUOS) sowie die Beratung des UN-Generalsekretärs und des Generaldirektors des UN-Büros in Wien (UNOV). Schwerpunkt der Arbeit ist die Nutzung der Weltraumwissenschaft und -technik für nachhaltige Entwicklung und die Minderung der Risiken von Katastrophen. 
Seit 2015 leitet sie bei der IAA eine Studie "Public/Private Human Access to Space", die sich mit der künftigen kommerziellen bemannten Weltraumfahrt beschäftigt.
Sie ist Mitglied und Vorsitzende internationaler Fachkongresse und Jurys und als Dozentin an verschiedenen Universitäten tätig, darunter die George Washington University in Washington, D.C. und die Libera Università Internazionale degli Studi Sociali in Rom.

## Ehrungen und Auszeichnungen (Auswahl)
- 2017 Ehrendoktorwürde im Bereich International Affairs der John Cabot University in Rom[4]
- 2015 Aufnahme ins Kuratorium der International Academy of Astronautics[5]
- 2013 Ehrentitel für Umweltstudien der St. John University in Vinovo bei Turin[6]
- 2013 Aufnahme in die International Academy of Astronautics[7]
- 2010 "Professore Ingegnere Luigi Napolitano" Preis für Raumfahrt der Organisation "Sebetia-Ter" in Neapel aus der Hand des italienischen Präsidenten[8]
- 2008 „Taufe“ des Asteroiden 21887 auf den Namen "Dipippo" durch die International Astronomical Union[9]
- 2006 Ernennung zur "Cavaliera Ufficiale al Merito" durch den italienischen Staatspräsidenten Carlo Azeglio Ciampi[10]

## Privates
Sie ist Mitglied im Netzwerk International Gender Champions, welches sich für eine Geschlechtergerechtigkeit auch in internationalen Organisationen einsetzt.

## Veröffentlichungen
- Astronauti, Mursia, 2002, ISBN 978-88-425-3005-3
- Dai ghiacci della Terra ai ghiacci dell'Universo, Di Martino, Di Pippo et al., Erga Edizioni, 2007, ISBN 978-88-8163-522-1
- European Operational Initiative on NEO Hazard Monitoring, S. Di Pippo, E. Perozzi, in Handbook of Cosmic Hazards and Planetary Defense, Springer, 2015, ISBN 978-3-319-03951-0